# Bildad le Shuhite
 (décembre 2024).

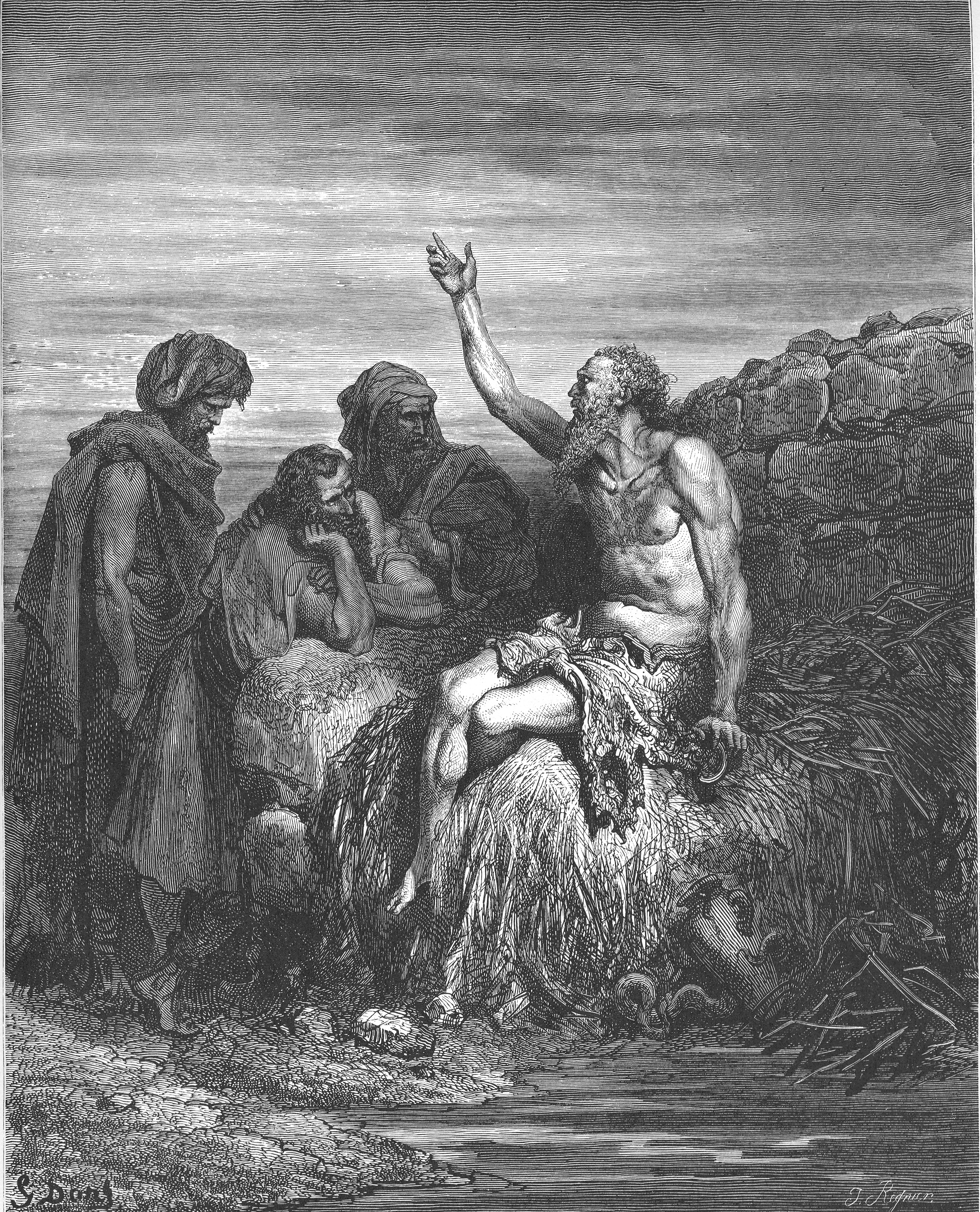
Gustave Doré, Job Parle avec Ses Amis.

Bildad, de l'hébreu biblique בִּלְדַּד (Bildaḏ) ; en grec ancien Βαλδάδ (Baldád), "fils de consternation", le Shuhite, était l'un des trois amis de Job visitant le patriarche dans le Livre de Job. Il était un descendant de Shouah, le fils d'Abraham et de Ketourah (Genèse 25:1-2), dont la famille vécut dans les déserts d'Arabie ou un résidant du quartier. En discutant avec Job, son intention était de le consoler, mais il commença à l'accuser, lui demandant ce qu'il a fait pour mériter la colère divine.

## Discours
Les trois discours de Bildad sont présentés dans les chapitres 8, 18 et 25 du Livre de Job. En substance, Bildad répète ce qu'Éliphaz le Thémanite a déclaré. Le discours de Bildad est rempli d'une certaine véhémence croissante, par rapport à Éliphaz qui eut parlé le premier, puisque Bildad trouvait que les paroles que Job prononçait étaient beaucoup trop courroucées et impies. Il fut le premier des amis de Job à attribuer la calamité de Job à une véritable cruauté ; cependant, il le fait indirectement, en accusant les enfants de Job (qui furent anéantis en Job 1:19) : "Si tes fils pèchent contre lui, il les livre au pouvoir de leur crime." (Job 8:4). 
Le troisième discours de Bildad, cinq versets, marqua le silence des amis.

## Dans la culture populaire
- Bildad le Shuhite est représenté dans la série diffusée sur Prime Video Good Omens, où le démon Crowley se déguise comme l' "un des amis de Job" dans une satire racontant le Livre de Job.
- Bildad est également le nom d'un des propriétaires du Pequod dans le roman Moby-Dick de l'auteur américain Herman Melville.
- Dr Grantly, archevêque de  Barchester dans le roman Barchester Towers de l'auteur anglais Anthony Trollope, est de temps à autre comparé à "Bildad le Shuhite" (vol. II, ch. 44).